# Chenaran
Chenaran este un oraș din Iran.